# Ammore
Ammore es el quinto álbum de estudio del grupo Jeans, con el cual regresan al género pop, producido bajo el sello discográfico Univisión Music México. Además del productor y compositor italiano, el nuevo material tuvo el apoyo de compositores mexicanos como Alex Sirvent, José Ramón Flores, y Reyli, exvocalista de Elefante. 
Este disco además de las canciones contiene el video de: «Ammore!», el cual es el primer sencillo de este material discográfico, le siguió: «Loca de amor», «Cómo duele», «En mala hora».

## Antecedentes
En enero de 2004 comienzan a escribirse las letras para este material sin embargo en ese mismo mes Valeria deja el grupo, es entonces que comienzan a buscar a su suplente, dos chicas son integradas para cubrir dicha vacantes, eran Katya Valenzuela y una chica de ascendencia africana llamada Myriam pues la idea era convertir en Jeans en un quinteto como había planeado ser en un principio de su carrera. Con ellas inician a grabar los demos de Ammore! y son mandados a diferentes casas disqueras, de las cuales Univisión Music decide firmarlas.
En el mes de febrero a punto de partir a grabar el álbum son desechadas del proyecto Katya y Myriam, por lo que Paty, Karla y Amiel se van a Italia a grabar el álbum ellas 3, dejando huecos en las grabaciones para la cuarta integrante. Finalmente es Sabrina, amiga de Paty quien ocupa dicho lugar y quien graba sus participaciones del disco de manera aparte (de manera similar como ocurrió en el tercer disco).
Éste es el último álbum en el que participó Amiel como integrante de Jeans, ya que en noviembre de 2005 dejó el grupo acusando a Alejandro Sirvent de maltrato.

## Lista de canciones
| Ammore! |                         |                                               |               |          |  |
| N.º     | Título                  | Escritor(es)                                  | Productor(es) | Duración |  |
| 1.      | «Loca de Amor»          | Mónica Vélez                                  |               | 3:33     |  |
| 2.      | «En Mala Hora»          | Mónica Vélez                                  |               | 3:27     |  |
| 3.      | «Lentamente»            |                                               |               | 2:58     |  |
| 4.      | «A Mil Kilómetros»      | Mónica Vélez Alessio Savini Alberto Mantovani |               | 3:47     |  |
| 5.      | «Ammore!»               | Mónica Vélez                                  |               | 3:46     |  |
| 6.      | «Mi Mayor Preocupación» |                                               |               | 3:37     |  |
| 7.      | «Tú Y Yo»               | Mónica Vélez Mario Scuotto                    |               | 3:37     |  |
| 8.      | «Twist»                 | Mónica Vélez Ettore Grenci Larry Ceroni       |               | 3:34     |  |
| 9.      | «Como Duele»            | Mónica Vélez Alex Sirvent Loris Ceroni        |               | 3:18     |  |
| 10.     | «Te Recordaré»          | Mónica Vélez Ettore Grenci Larry Ceroni       |               | 4:03     |  |
| 43:01   |                         |                                               |               |          |  |

- Datos: Q5672766